# 野牛鏢鱸
野牛鏢鱸為輻鰭魚綱鱸形目鱸亞目河鱸科鏢鱸屬的其中一種，分布於美國田納西河下游及Duck河下游流域，體長可達9公分，棲息在中底層水域。